# Katharinen-Passage

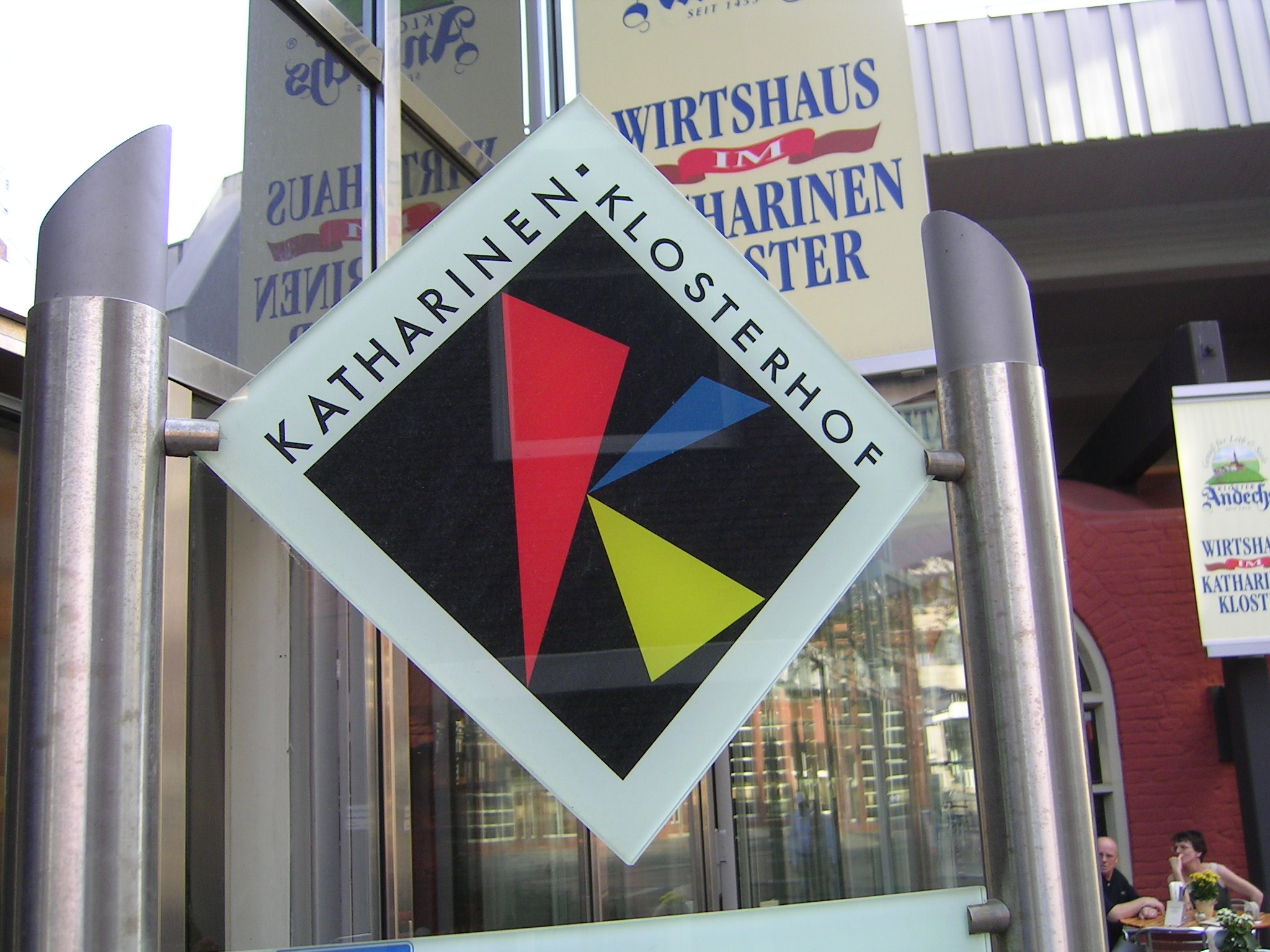
Katharinen-Klosterhof

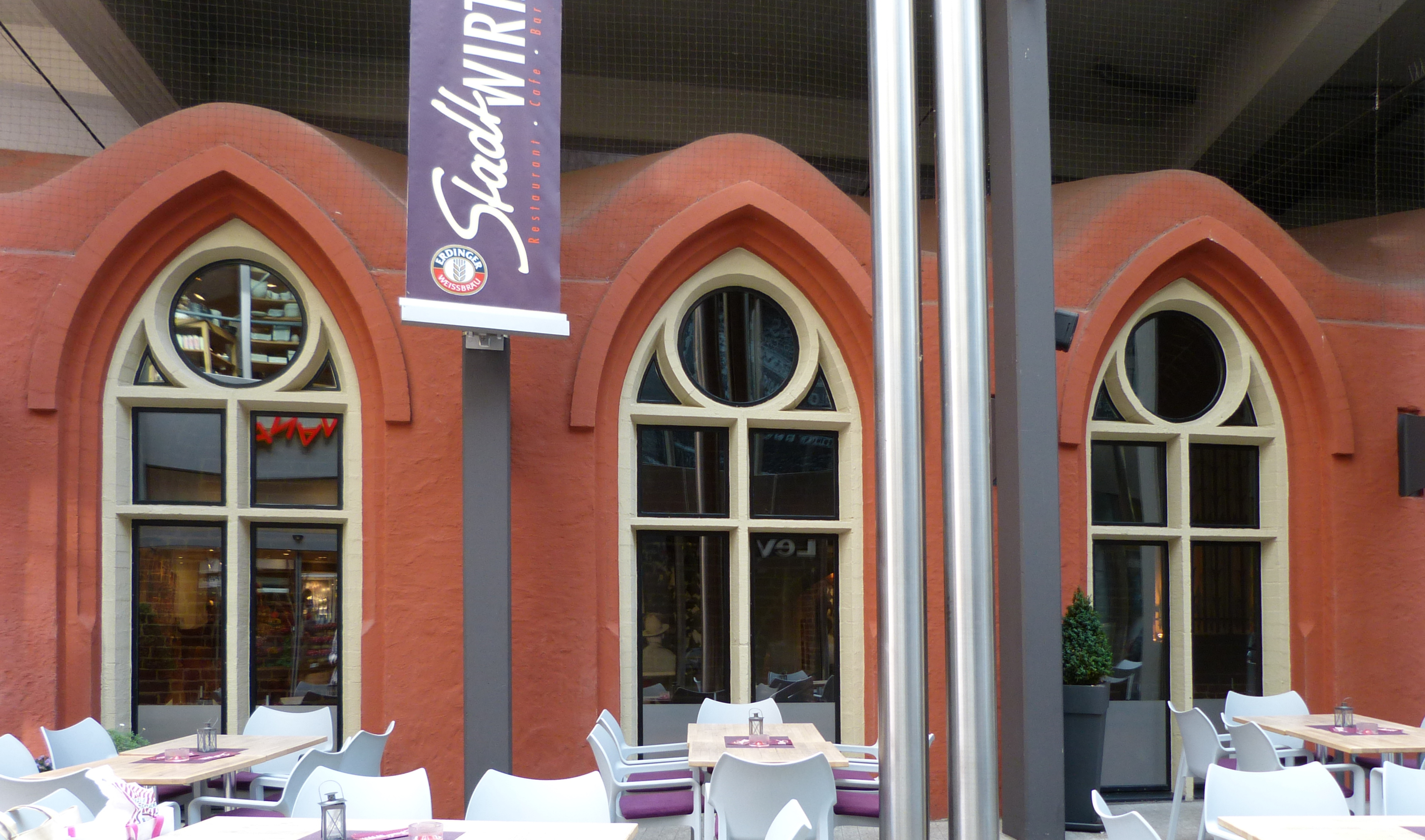
Refter

De Katharinen-Passage is een winkelgalerij uit de 20e eeuw in Bremen-Mitte is een winkelgalerij uit de 20e eeuw en maakt onderdeel uit van het voetgangersgebied in het oude centrum. Het loopt van de Katharinenstraße, ter hoogte van de Domshof-Passage, in westelijke richting naar de Sögestraße .

## Geschiedenis

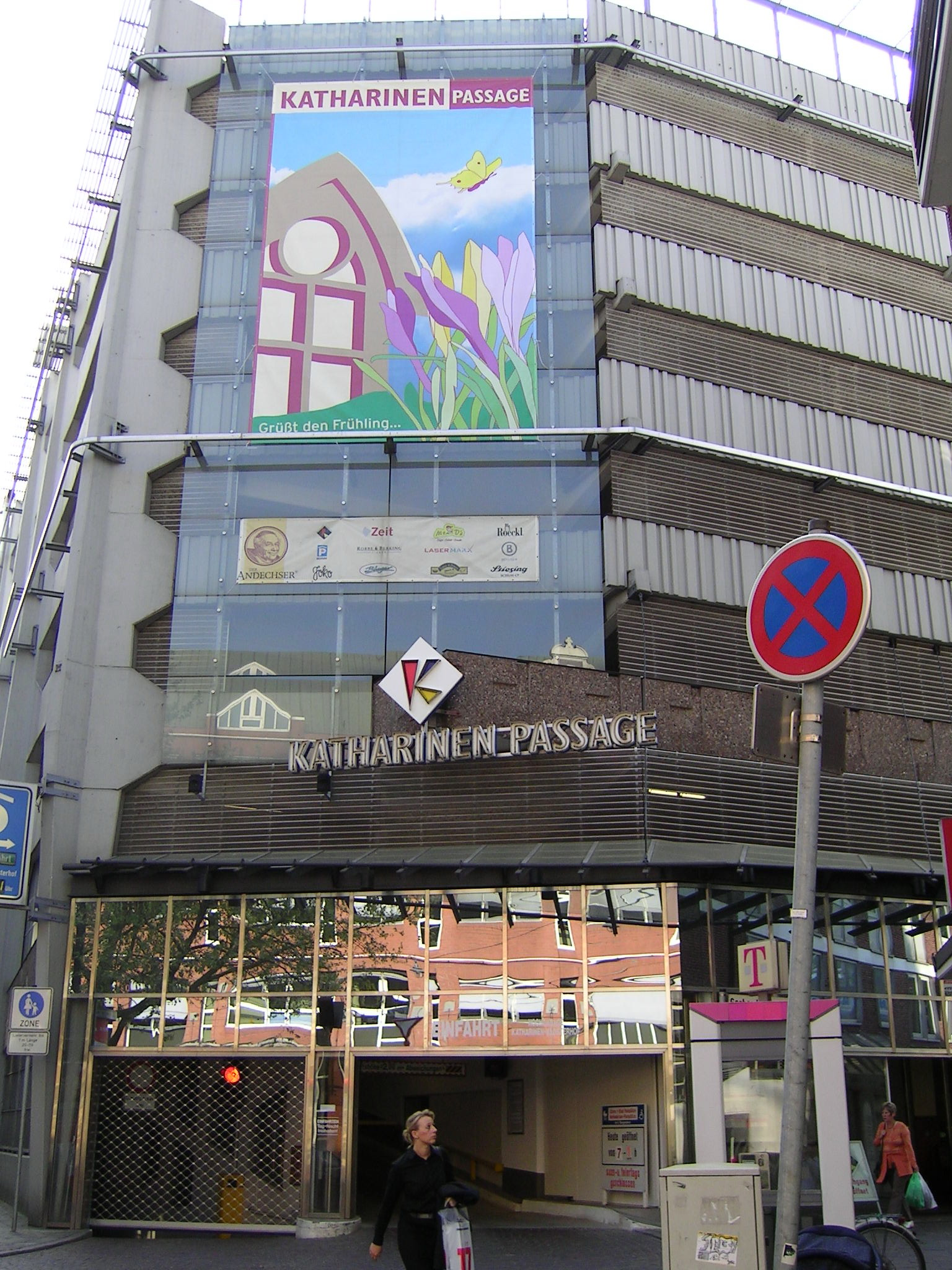
Katharinen-Passage

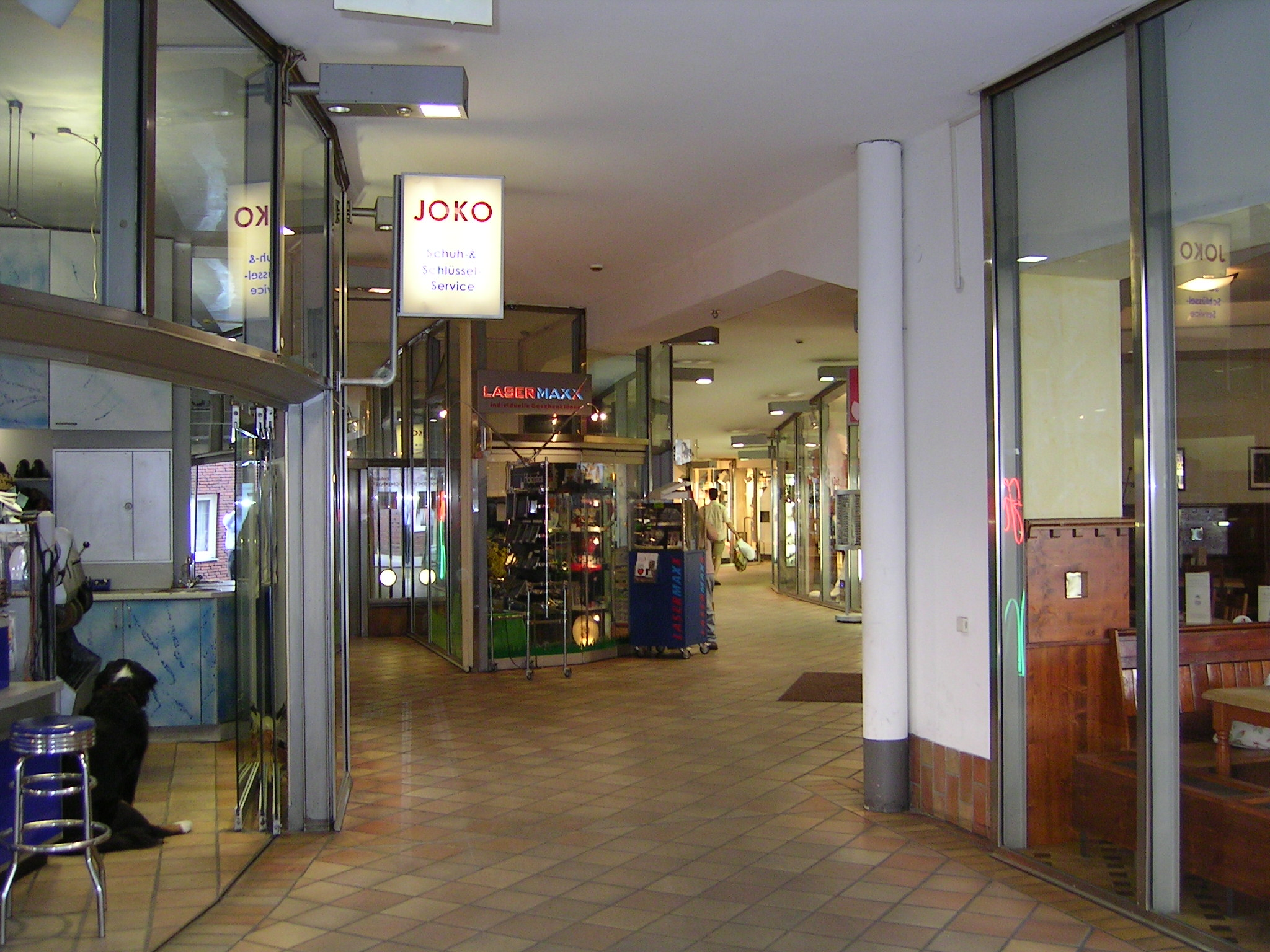
Winkels

De naam van de passage herinnert aan het Sint-Catharinaklooster . Catharina van Alexandrië uit de 3e en vroege 4e eeuw en is een van de beroemdste heiligen. Ze wordt vereerd als martelaar in de katholieke en orthodoxe kerken.
Het klooster van de Dominicanen in Bremen, dat dateert van 1225 tot 1528 is als gebouw slechts in kleine delen bewaard gebleven: enkele gotische gewelven van het klooster en de refter werden in 1974 overbouwd door de acht verdiepingen tellende Katharinen parkeergarage naar een ontwerp van Carsten Schröck en gebruikt voor gastronomie. De plattegrond van het klooster is te zien op de vloer van de doorgang bij de ingang van de Sögestraße.
In 1967 werd het Alt-Bremer-Brauhaus gebouwd op de locatie van het voormalige Astoria-variététheater aan de Katharinenstraße en tot 1992 geëxploiteerd door de Brauerei Beck & Co. 

In 1984 bouwde BrePark de begane grond onder de parkeergarage om tot een doorgang met speciaalzaken en restaurants naar een ontwerp van Horst Rosengart. Vanuit de Schüsselkorb zijn er twee ingangen naar de passage. Na 1992 werd ook het Alt-Bremer-Brauhaus omgebouwd tot winkels en kantoren.

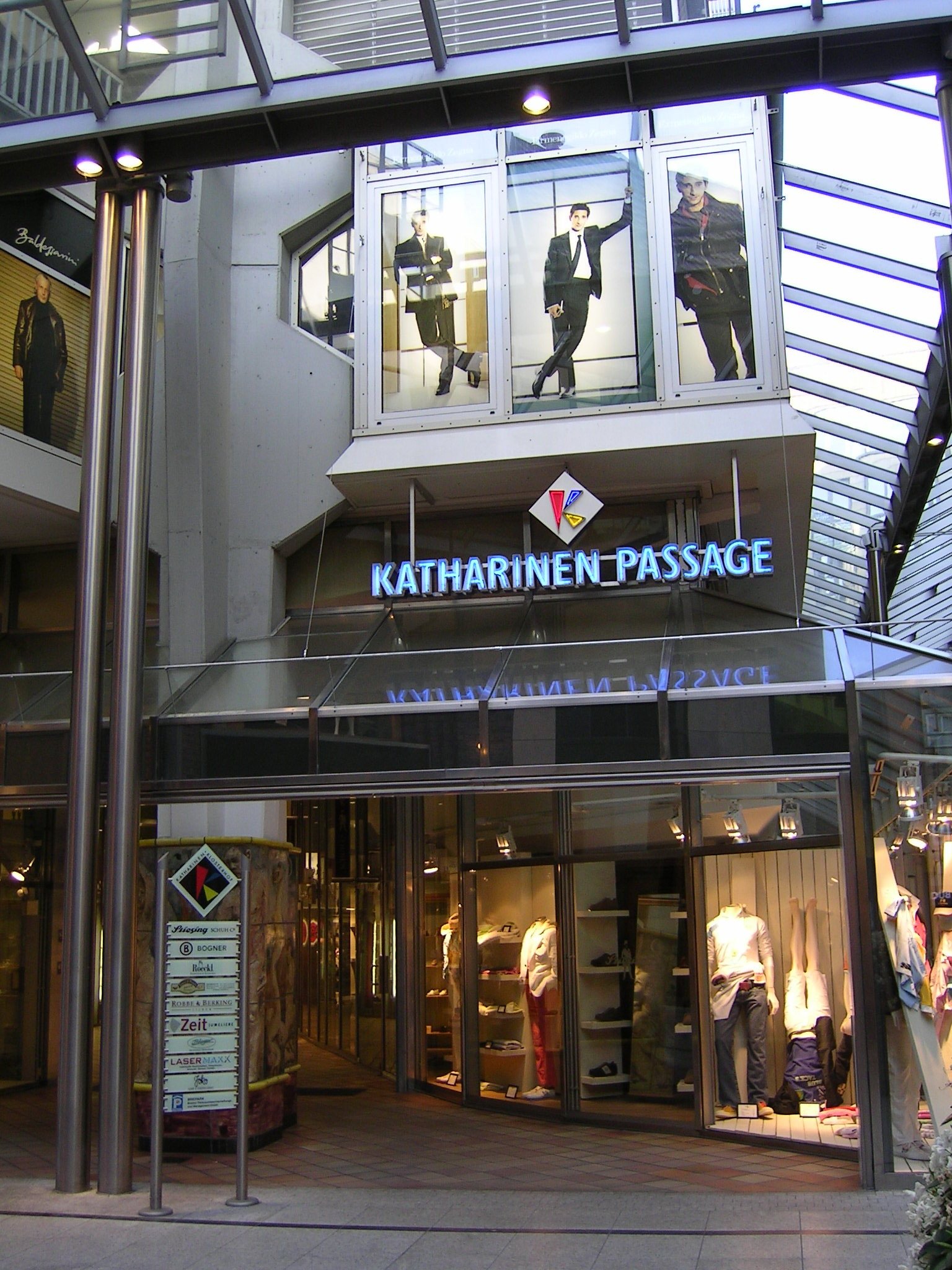
Ingang Katharinenstraße
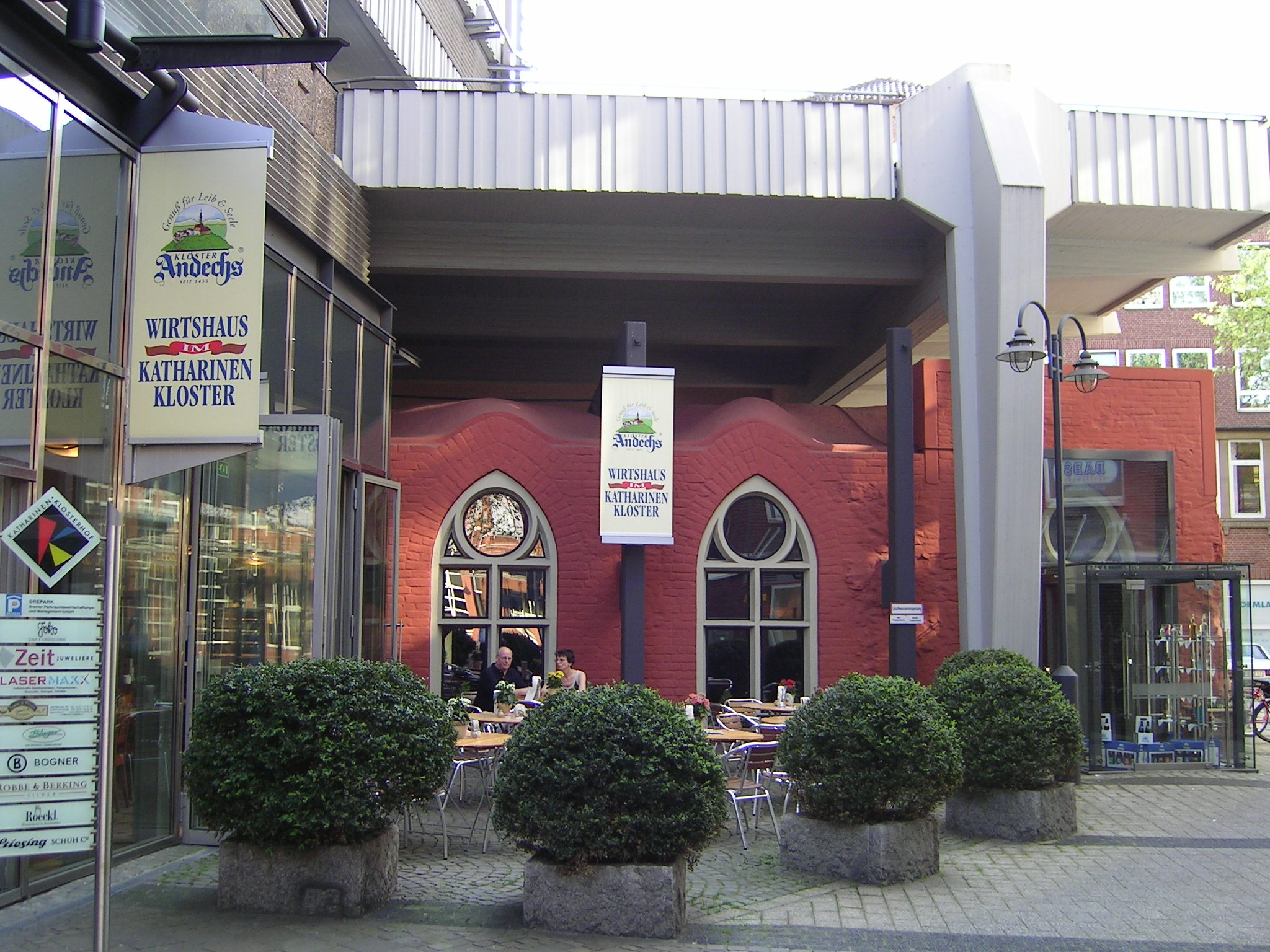
Eetzaal en ondergrondse parkeergarage
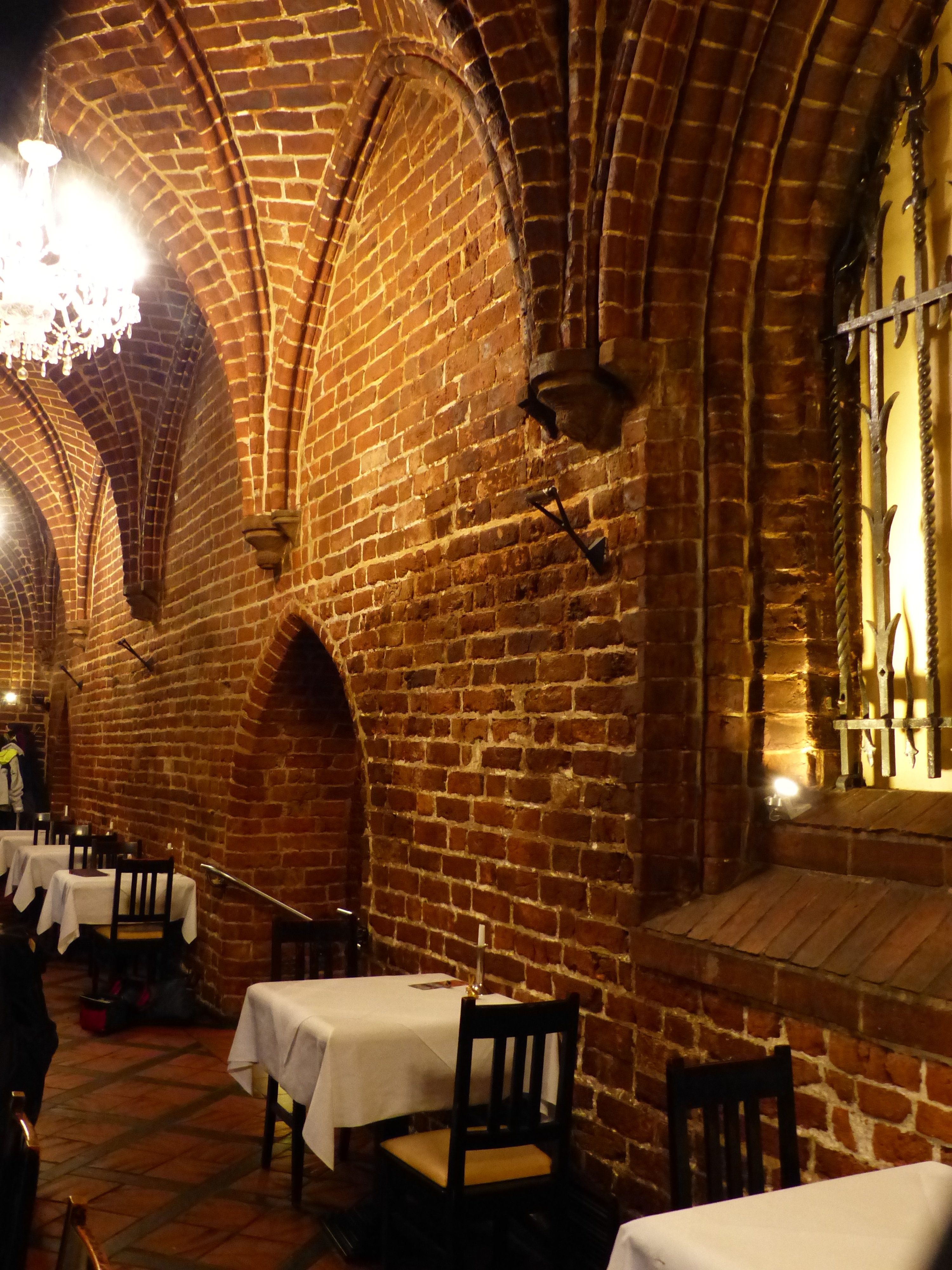
Restaurant in de refter
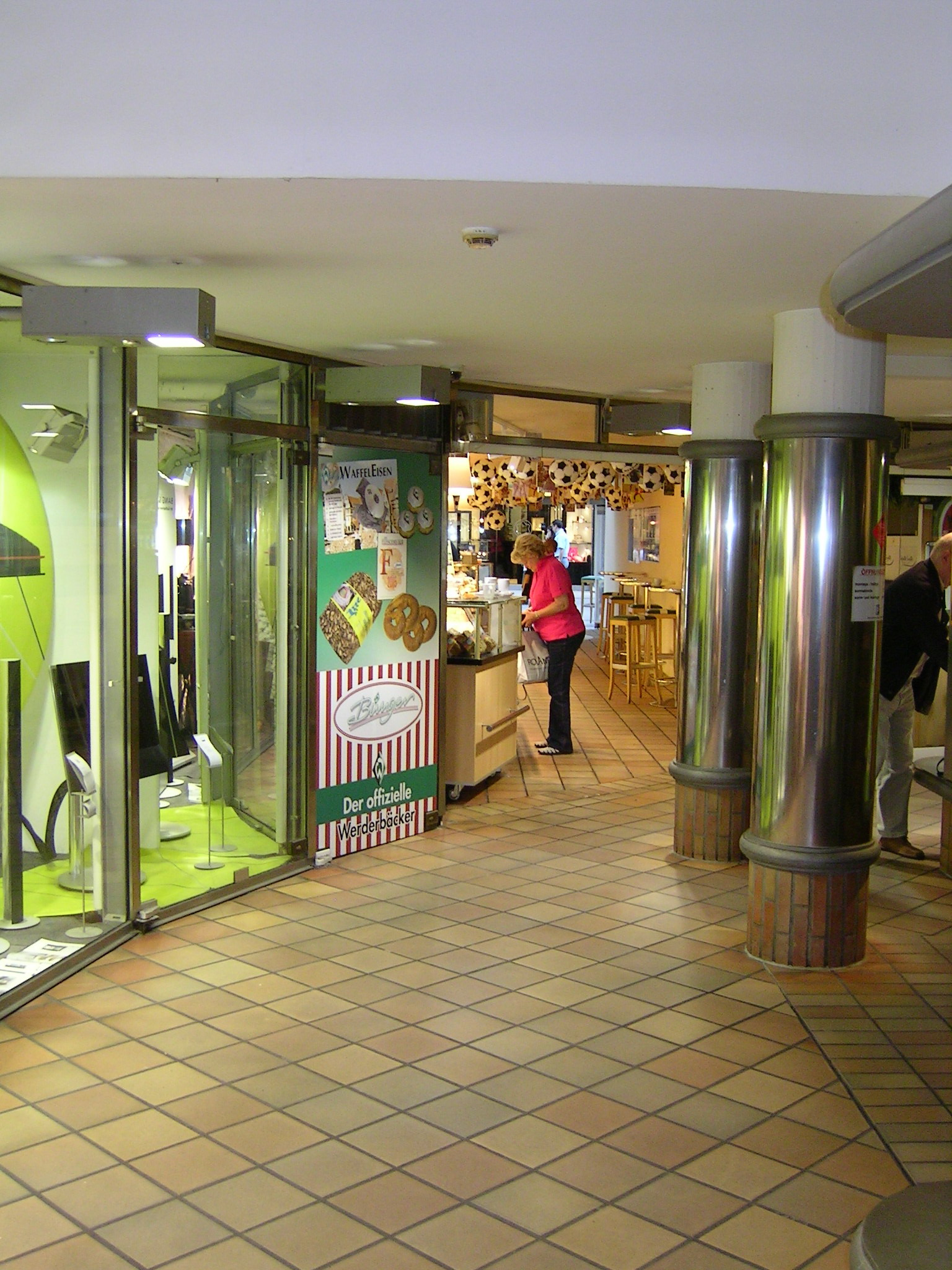
winkels